# Satyrium austrina
Satyrium austrina is een vlinder uit de familie van de Lycaenidae. De wetenschappelijke naam van de soort werd in 1943 gepubliceerd door Murayama.